# Давила, Кароль
Кароль Давила (рум. Carol Davila, имя при рождении Карло Антонио Франческо д’Авила (итал. Carlo Antonio Francesco d'Avila); 8 апреля 1828, Парма, Италия — 24 августа 1884, Бухарест, Румыния) — румынский врач, фармацевт и общественный деятель итало-французского происхождения, получивший образование в Германии и Франции.

## Биография
Родился в Италии. Окончил в феврале 1853 года медицинский факультет Парижского университета. Прибыл в Румынию 13 марта 1853 года в возрасте неполных 25 лет (его точная дата рождения неизвестна), до этого некоторое время работал практикующим врачом в Париже и участвовал в борьбе с эпидемией холеры в Шампани и Шере в 1849 году. Первоначально он планировал прожить в Румынии три года, но в итоге остался там на всю жизнь. Прибыв в Бухарест в 1853 году, он сразу же установил контакт с господарем Валахии Барбу Штирбеем по вопросам о реорганизации военно-медицинской службы. Впоследствии он внёс фундаментальный вклад в реформу медицинского обслуживания в Румынии, стал профессором химии в Бухарестском университете, а в 1860 году получил звание генерала; основанная им служба военной скорой помощи сыграла важную роль в Войне за независимость 1877 года (часть Русско-турецкой войны 1877—1878 годов). Реализовывать планы по медицинским реформам ему помогали три человека (из четырёх, так или иначе имевших отношение к медицине в стране). Первым был Барбу Штирбей, которому Давила уже через три дня после своего приезда представил первые отчёты о проверке состояния здравоохранения в стране и свои предложения по реформам в области медицины. Вторым человеком, помогавшим Давиле, был Александру Куза, будущий правитель объединённой Румынии. Основанный им в Бухаресте сиротский приют Давила назвал в честь Елены, жены Кузы; визит в этот приют однажды нанесла румынская королева Елизавета. Третьим человеком был король Кароль I, оказавший Давиле наиболее значительную поддержку.

### Семейная жизнь
Слухи, пущенные Сабиной Кантакузино (которая сразу невзлюбила Давилу за «амбициозность и подобострастие») о Кароле Давиле, вскоре начали циркулировать по Бухаресту: он якобы был внебрачным сыном композитора Ференца Листа и графини д’Агу. Его первой женой стала Мари Марсили, дочь французского врача (Альфонса Константа Марселя), получившего в Румынии дворянство, но она прожила всего лишь год после вступления в брак с Давилой. Она умерла в марте 1860 года после рождения ребёнка, ей было всего 24 года. 
30 апреля 1861 года Давила женился на Анне Раковицэ, принадлежавшей к знатной семье Голешти, которая современниками описывалась как красавица. В феврале 1862 года у них родился первый ребёнок, сын Александр, будущий писатель и драматург. Затем в браке родилось две дочери, Елена (в последующем в замужестве Петрикари), Зои и ещё один сын, Пиа. Анна во всём поддерживала мужа и была ему надёжной опорой во всех его начинаниях.

### Состояние здоровья

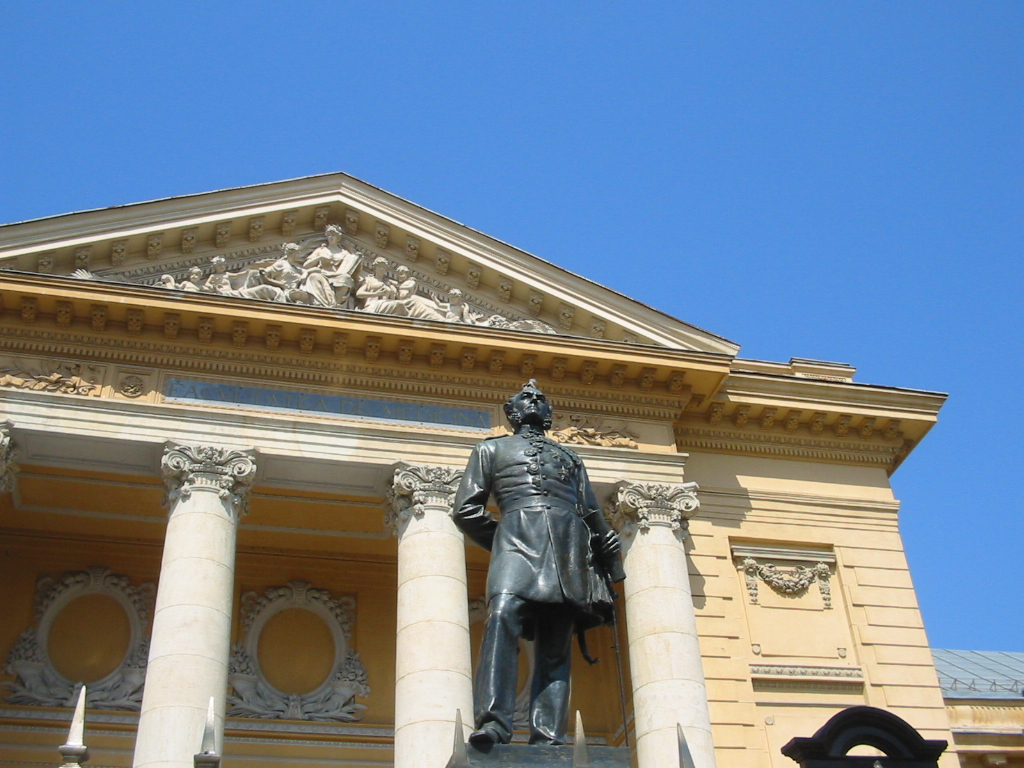
Статуя Кароля Давилы перед Медицинским университетом его имени в Бухаресте.

С момента прибытия в Румынию у Давилы начали появляться большие проблемы со здоровьем. Поскольку первое его жилище было тёмным и сырым, а спать ему приходилось на голой скамье, он ещё в молодом возрасте заработал себе ревматизм, который со временем привёл к частичному параличу руки, из-за которого он часто держал её неестественно загнутой назад. В 1865 году, после посещения тюрьмы и бесед со стражниками и заключёнными, он переболел тифом. Во время Войны за независимость 1877 года он посетил район, поражённый сибирской язвой, для борьбы с эпидемией, в результате чего заработал пожизненный фурункулёз и частые приступы радикулита, которые вынудили его ходить с тростью.

### Медицинские реформы
Почти с нуля создал в Румынии медицинскую систему, которая включала в себя работу и организацию военного и гражданского медицинского обслуживания. В 1855 основал школу для парикмахеров, а в 1856 году среднюю школу для хирургов, где также преподавались теоретические науки из школьной программы и полевая медицина. Когда противники русофильской политики решили добиться закрытия школы, Давила обратился за помощью к французскому правительству, которое обязалось поддерживать школу за свой счёт. Школа оказалась в безопасности, когда Александру Чика издал специальный указ создании на базе этой школы в 1857 году и поддержке Королевского института, который был преобразован в Национальную школу медицины и фармацевтики Давилы спустя 10 лет, в 1869 году. В это же время Давила активно занимался распространением фармацевтического и ветеринарного образования, основал множество обществ и журналов (в том числе Румынское медицинское общество (1857), Румынское отделение Красного креста (1876), Румынское общество естественной истории (1876), журнал Monitorul medical (рус. «Медицинский вестник», 1862), газету Gazeta spitalelor (рус. «Больничная газета», 1865)), организовывал проведение медицинских конференций и лекций с экспериментальными демонстрациями, основал совместно с австрийским садоводом Ульрихом Хоффманном ботанический сад в Бухаресте, составил программы медицинских экзаменов и ввёл обязательные стажировки врачей при больницах. Давиле также приписывается изготовление так называемой «настойки Давилы», которую он использовал при лечении холеры.
В 1861 году он основал первый в стране приют для детей-сирот, в котором собрал 40 девочек из трущоб, а в скором времени создал приют и для мальчиков. Давила в течение долгого времени преподавал в школе для глухонемых, при которой организовал столярную и скульптурную мастерские. Вместе с фармацевтом Гепитсом он организовал создание в Румынии сети аптек. Ему также принадлежала идея введения бесплатных консультаций в больницах для самых бедных слоёв населения. Он всегда посещал различные регионы страны, когда там вспыхивали серьёзные эпидемии, путешествовал и осматривал различные румынские больницы, участвовал во Всемирной выставке в Вене в 1873 году, представляя Румынию на медицинской секции выставки, представив материалы об организации им заботы о детях-сиротах. Он также был редактором сборника стихов поэта Василе Александри, которым Давила, большой любитель фольклора, награждал лучших учеников в своей школе.
Заседание 4 июня 1864 года стало первым шагом на пути к официальному признанию патриотичных по отношению к своей новой родине «иностранцев», и Палата депутатов предложила предоставить Давиле румынское гражданство. Однако это случилось только после принятия Каролем I закона, подписанного им 31 мая 1868 года. Благодаря организованной им службе военной скорой помощи и подготовленным санитарным поездам были спасены сотни жизней, а примерно 13000 больных и раненых вовремя получили лечение. Давила имел награды за свою деятельность от правительств как Румынии, так и Турции. 
В 1870 году, во время Франко-прусской войны, во Франции была организована военная скорая помощь усилиями румынских студентов в Париже, которые помогали жертвам войны.
5 мая 1874 года он был посвящён в масонскую ложу Бухареста, став одним из нескольких румынских деятелей культуры и политики того времени, принадлежащих к масонству.

### Поздняя жизнь
13 января 1874 года его жена умерла от отравления, после того как слуга по ошибке подал ей стрихнин вместо хинина. Оставшись вдовцом с четырьмя детьми, Давила продолжил работать, причём ещё более рьяно, до самой смерти, наступившей 24 августа 1884 года. Его ученики впоследствии завершали своё медицинское образование в крупнейших университетах Европы.
По заказу военного министерства Константин Бранкузи выполнил бронзовый бюст генерала Кароля Давилы, который был помещён во дворе Центрального военного госпиталя. Основанный им университет медицины и фармацевтики в Бухаресте сейчас назван в его честь.